# メアリーズビル (オハイオ州)
メアリーズビル（Marysville）は、アメリカ合衆国オハイオ州の都市。ユニオン郡の郡庁所在地である。人口は2万5571人（2020年）。州都コロンバスの北西40キロメートルに位置している。
メアリーズビルはコロンバス都市圏、ひいてはオハイオ州中央部における産業の中心地としての役割を担っている。本田技研工業のアメリカ法人、ホンダ・オブ・アメリカはメアリーズビルに二輪車および四輪車の大規模な工場を有している。この工場の存在は、1970年代から1980年代にかけてアメリカ合衆国東部・中西部の他都市が軒並み衰退し、その地位を下げていく中にあっても、コロンバスおよびその都市圏が高い成長を続ける要因となった。また、ネスレのアメリカ法人が研究開発センターを置き、世界的な芝生・園芸用品メーカーであるスコッツ・ミラクル・グローが本社を置くなど、メアリーズビルには全米規模、世界規模で事業を展開している企業が集まっている。

## 歴史

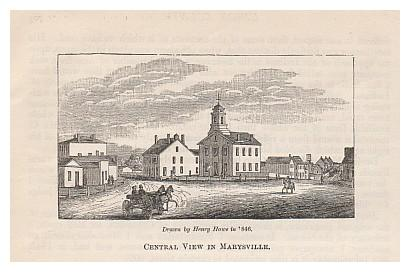
メアリーズビル・スクエア（1846年）

1805年、ジェームズ・ギャロウェイらはこの地を初めて探索した。その後1816年に、サミュエル・W・カスバートソンはこの地に町を創設し、娘のメアリーの名を冠してメアリーズビルと名付けた。翌1817年には、スイス系のエイブラハム･アムリンが現代のメアリーズビルの中心部から北へ約2マイルの地点に移入し、この地における最初の定住者となった。1820年にはメアリーズビル最初の区画が敷かれ、1824年には最初の郵便局が開局し、1828年には東端に最初の学校が建てられた。
オハイオ州議会によって郡制が敷かれると、メアリーズビルにはユニオン郡の郡庁が置かれることが決まった。記録に残っている最古の郡議会は1820年に開かれた。ユニオン郡の最初の地方裁判所庁舎は1835年から1840年にかけて建てられた。
初期のメアリーズビルの著名な住民には、詩人のオットウェイ・カリーがいた。カリーが1840年に発表したLog Cabin Song（丸太小屋の歌）は、同年にウィリアム・ハリソンが大統領選挙において繰り広げたLog Cabin Campaign（丸太小屋選挙運動）の基になり、大統領選挙でのハリソンの勝利につながった。

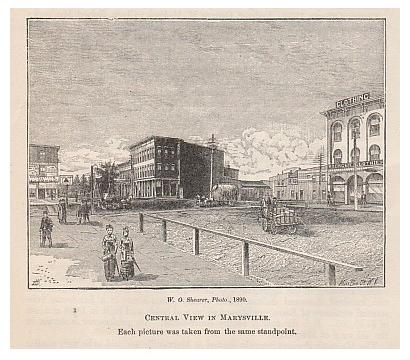
メアリーズビル中心部（1890年）

その後もメアリーズビルはゆっくりと、しかしペースを速めながら成長していった。1840年には正式な村となり、1843年には人口360人を数えた。1846年には、メアリーズビルには教会堂2棟、私立学校1校、新聞社1社、および店舗3棟が建っていた。1860年の国勢調査では、メアリーズビルは人口849人を数えた。インフラ整備も進み、1845年には消防局が消防用はしごを購入し、1849年には郡の診療所が認可され、1865年には村は消防車を購入した。また、1860年代中盤には製粉所や毛糸工場も建てられた。1877年には市庁舎の建設が議会で可決され、翌1878年に議場のほか公立図書館・消防局・刑務所を併設した庁舎が完成した。1888年には、メアリーズビルの町には並木道が通り、The Shaded City（木陰の街）と呼ばれるようになった。1890年の国勢調査では、メアリーズビルの人口は2,810人を数えた。
20世紀中盤以降は、メアリーズビルは産業の中心として発展を遂げていくようになった。メアリーズビルにおける産業は19世紀中盤には既に興っていたが、全米的、ないし世界的に事業を展開する企業を誘致し、本格的に発展していったのは第二次世界大戦後のことであった。1948年、ネスレのアメリカ法人はメアリーズビルに研究開発センターを設置した。1979年には、本田技研工業のアメリカ法人、ホンダ・オブ・アメリカがメアリーズビルに最初の工場を建設した。
産業の発展に伴って、近代的なインフラも整備された。1952年には、市内にユニオン郡記念病院が建てられた。1967年には市南東部にユニオン郡空港が開港した。ホンダ・オブ・アメリカの工場が建てられると、市内を通る国道33号線は拡幅され、4車線の高速道路規格になった。
また、人口もメアリーズビルの産業の発展に加えて、コロンバス都市圏全体の高い成長もあいまって、都市圏北部のダブリンやデラウェアなどと同様に急激な伸びを見せている。1970年の国勢調査で5,744人であった人口は、1980年には7,403人、1990年には9,656人、2000年には15,942人、そして2010年には22,094人を数え、40年で約4倍に増加した。

## 地理
メアリーズビルは北緯40度14分2秒 西経83度21分59秒 / 北緯40.23389度 西経83.36639度に位置している。市は州都コロンバスの中心部から北西へ約40kmに位置しており、同市が属するフランクリン郡を中心に8郡にまたがるコロンバス都市圏に含まれている。
アメリカ合衆国国勢調査局によると、メアリーズビル市は総面積40.84km²（15.77mi²）である。そのうち40.64km²（15.67mi²）が陸地で0.2km²（0.1mi²）が水域である。総面積の0.49%が水域になっている。
メアリーズビルを含むコロンバス都市圏の気候は内陸性であり、夏は湿気が多くて暑く、冬は乾燥して寒い。ケッペンの気候区分では温暖湿潤気候（Cfa）と亜寒帯湿潤気候（Dfa）のほぼ境界線上である。詳しくはコロンバス (オハイオ州)#気候を参照のこと。

## 政治

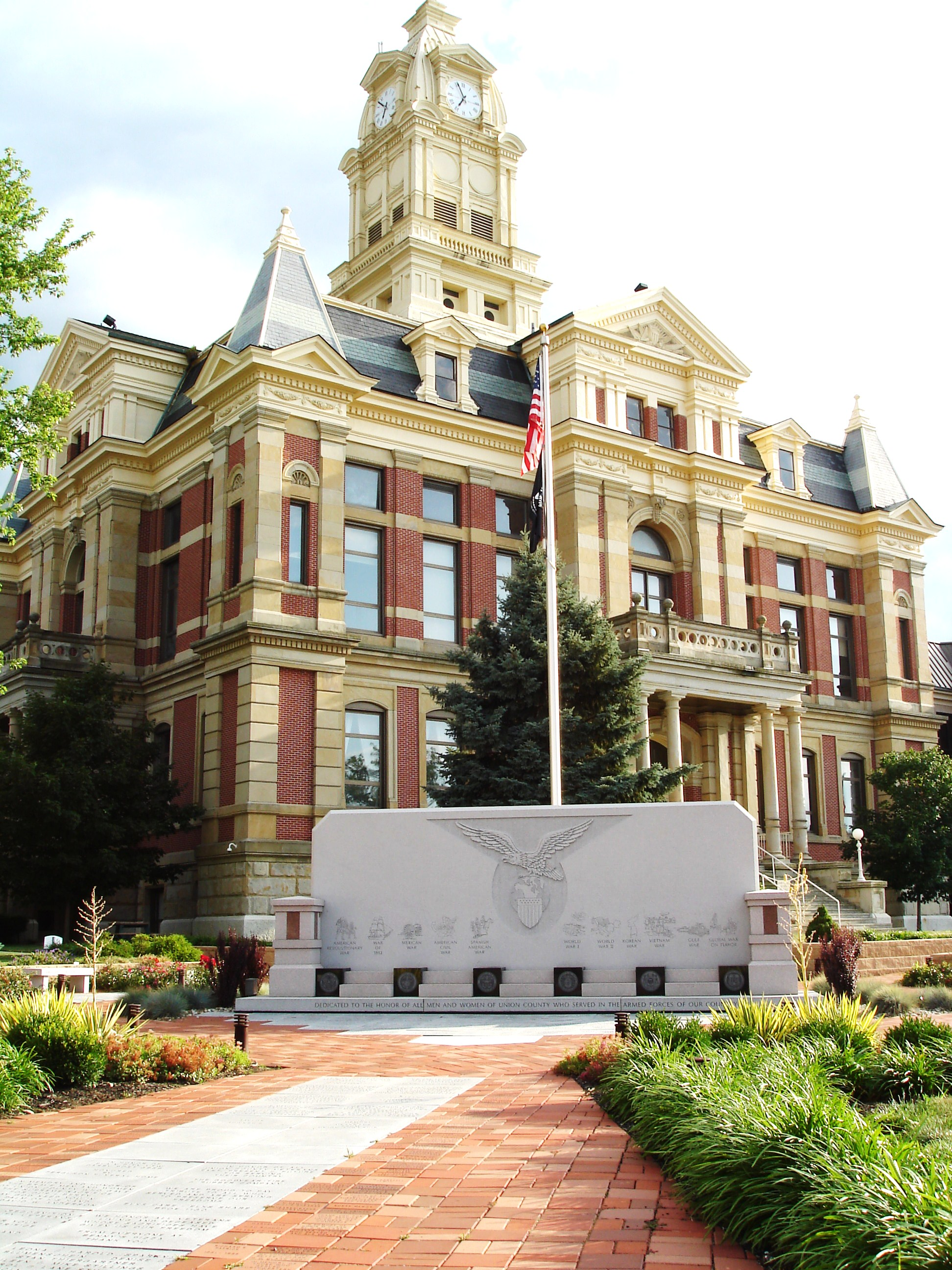
ユニオン郡地方裁判所

メアリーズビルは市長制を採っている。市長は全市からの投票で選出され、その任期は4年である。市長は市政の最高責任者であり、また、市の行政実務の最高責任者となる市行政官を任命する責任を負う。市行政官は市長および市議会の決定した政策を実行に移し、市長に報告する責任を負う。また、市行政官は市の戦略的計画、財務管理、および全市的なコミュニケーションにも責任を負う。市行政官の管轄下には技術・財務・消防・人事・情報技術・警察・公共サービスの7つの部門があり、市行政官はこれらの部門の日常実務を調整する役割も担っている。
市議会は7人の議員からなっている。市議員は市を4つに分けた選挙区から各1名ずつ、および全市のワイルドカードで3名が選出され、その任期は4年である。市議会は市の条例の採択、予算の承認、市の政策・規則の制定、市政上必要となるプログラムの承認、および公共衛生・治安の維持に責任を負う。市議会の議長および副議長はそれぞれ、7人の議員の中から1人ずつが選出される。市議会には財務・公務・公共安全・公共事業の4つの委員会が設けられており、必要に応じて開かれている。市議員は1つ以上の委員会に所属している。また、これらの委員会の枠内に収まらない事象が発生した等、必要となった場合には、市長は特別委員会を設ける権限を有している。

## 経済
メアリーズビルはホンダ・オブ・アメリカが生産拠点としている地である。同社は1979年にメアリーズビルに二輪車の工場を、次いで1982年に四輪車の工場を建て、日本の自動車メーカーとしては初めて、アメリカ合衆国での生産を始めたメーカーとなった。市の中心部から北西へ約10kmに立地するこの工場では、建てられた当初はアコードセダンのみを生産していたが、現在ではアコードセダンに加えて、アコードクーペ、アキュラ・TL、およびアキュラ・RDXが生産されており、その生産能力は年間44万台にのぼる。現在、同社はメアリーズビルおよびその周辺に4つの工場を持ち、約13,000人を雇用する、メアリーズビル最大の雇用主となっている。また、同社はオハイオ州立大学工学部と提携し、産学協同で技術研究および学生の教育にあたっている。
ホンダ・オブ・アメリカのほか、メアリーズビルにはネスレのアメリカ法人が1948年から研究開発センターを置いている。市中心部の南西に立地するこの研究所では即席飲料の研究開発が主に行われており、コーヒー、アイスクリームコーティング、菓子、非乳性クリーム、乳成分調整などの研究も行われている。また、1868年に種苗製造会社としてメアリーズビルで創業し、現在もメアリーズビルに本社を置くスコッツ・ミラクル・グローは、現在では全世界で80兆ドルもの市場を抱える産業となっている芝生・園芸産業のリーディング・カンパニーとなっている。

## 交通
メアリーズビルを含むコロンバス都市圏の第1空港は、コロンバス市東部に立地するポート・コロンバス国際空港（IATA: CMH）である。メアリーズビル市中心部からは国道33号線と州間高速道路I-270（I-70の支線で、コロンバスの環状道路）を経由して南東へ約60kmの道のりで、車では所要約40-45分である。メアリーズビル市内、市中心部から南東へ約1マイル（1.6km）にもユニオン郡空港（IATA空港コード無し）があるが、こちらはゼネラル・アビエーションと呼ばれる、主として自家用機やチャーター機等の発着に使われる小規模な空港である。
国道33号線はコロンバスの北西に隣接するダブリン市内のI-270合流/分岐点から北西へ、メアリーズビルを通ってベルファウンテンまで4車線の高速道路規格になっており、コロンバス都市圏における放射線の1つになっている。メアリーズビルでは、同線は市中心部の北をバイパスしている。同線沿い、メアリーズビル中心部とベルファウンテンのほぼ中間点付近には、ホンダ・オブ・アメリカのメアリーズビル工場が立地している。

## 教育

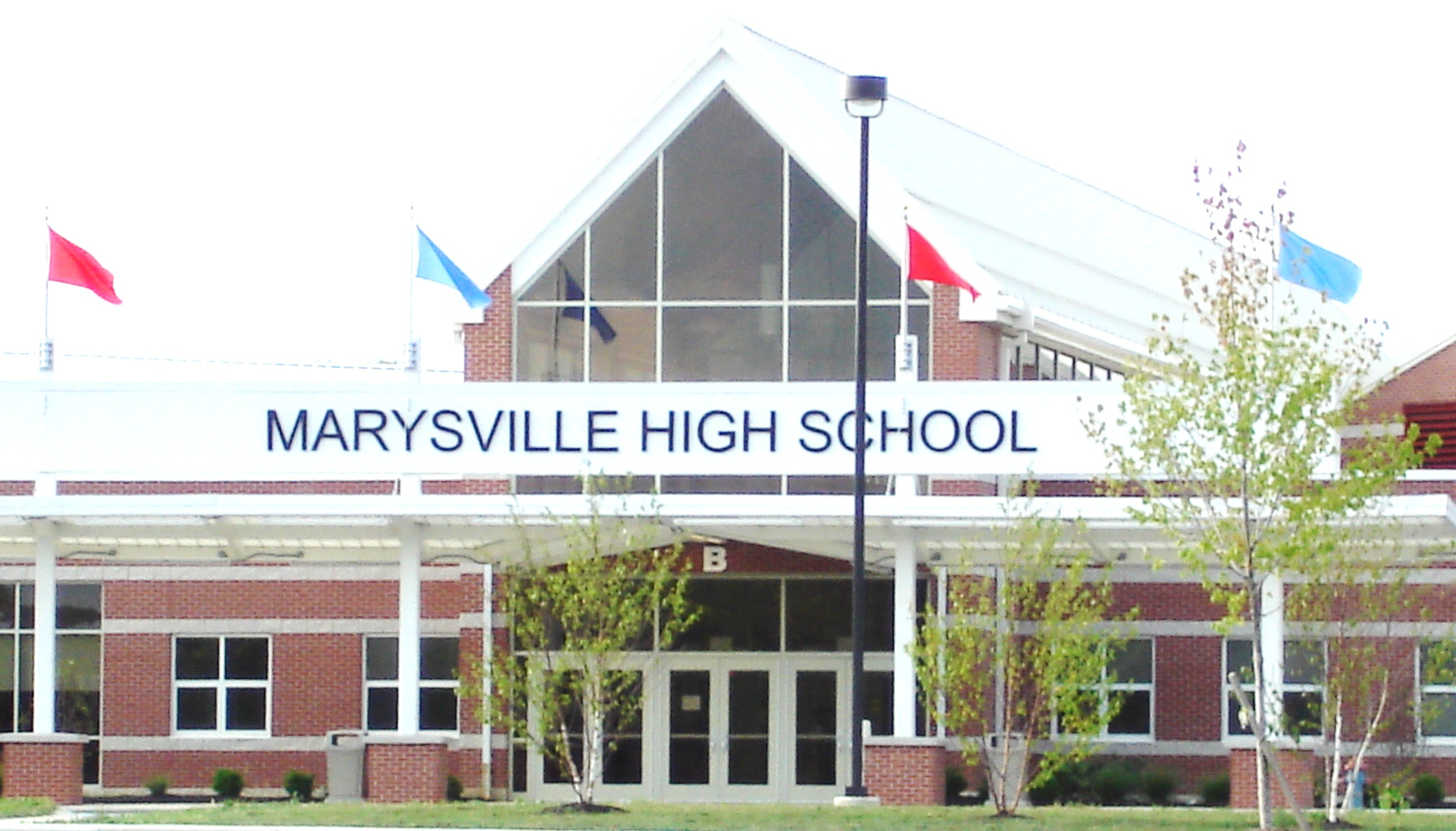
メアリーズビル高校

メアリーズビルにおける公教育は、メアリーズビル・エグゼンプテッド・ビレッジ学区の管轄下にある公立学校によってまかなわれている。同学区は小学校（幼稚園-4年生）6校、中等小学校（5-6年生）1校、中学校（7-8年生）1校、および高等学校（9-12年生）1校を有し、約5,000人の児童・生徒が在籍している。同学区は幼稚園-6年生までの小学生を対象として読み書き能力を向上させる総合プログラムを実施しており、その一環として、学区内の各小学校・中等小学校は、オハイオ州立大学と学区が協同で行っているリテラシー・コラボレイティブというプログラムに参加している。
また、メアリーズビルには公立学校のほか、セント・ジョンズ・ルーサラン・スクール（幼稚園-8年生）およびトリニティ・ルーサラン・スクール（就園前-6年生）という、2校のルーテル教会系の私立学校がある。
メアリーズビル市内には高等教育機関はないが、コロンバス都市圏にはオハイオ州立大学（コロンバス市）をはじめ、オハイオウェズリアン大学（デラウェア市）、デニソン大学（グランビル村）、オターベイン大学（ウェスタービル市）といった、複数の4年制大学がキャンパスを構えている。

## 人口推移
以下にメアリーズビル市における1860年から2010年までの人口推移をグラフおよび表で示す。
| 統計年 | 人口     |
| ------ | -------- |
| 1860年 | 849人    |
| 1870年 | 1,441人  |
| 1880年 | 2,061人  |
| 1890年 | 2,810人  |
| 1900年 | 3,048人  |
| 1910年 | 3,576人  |
| 1920年 | 3,035人  |
| 1930年 | 3,639人  |
| 1940年 | 4,037人  |
| 1950年 | 4,256人  |
| 1960年 | 4,952人  |
| 1970年 | 5,744人  |
| 1980年 | 7,403人  |
| 1990年 | 9,656人  |
| 2000年 | 15,942人 |
| 2010年 | 22,094人 |

## 姉妹都市・友好都市
メアリーズビルは以下の都市と姉妹都市・友好都市の関係を築いている。
- セゴビア（スペイン）
- 寄居町（日本)

## 註
1. ↑  “Quickfacts.census.gov”. 2023年11月8日閲覧。
2. ↑  History, Union County, p. 274
3. 1 2 3 4 5  Marysville, Ohio. Ohio History Central. Ohio Historical Society. 2005年7月1日.
4. ↑  History, Paris Township, p.64
5. 1 2  History, Paris Township, p.32
6. ↑  History, Union County, p. 313
7. ↑  History, Union County, p. 342, 347
8. ↑  History, Union County, pp. 318-319.
なお、現在の庁舎は1883年に建て替えられたものである。
9. ↑  History, Union County, p. 402
10. ↑  History, Paris Township, p.32,48
11. ↑  History, Paris Township, p.53
12. ↑  History, Paris Township, p.54
13. 1 2  Nestlé R&D: Global Network - America. Nestlé.
14. 1 2  Honda and Ohio. Honda of America Manufacturing.
15. ↑  History. Memorial Hospital of Union County.
16. 1 2  Union County Airport, Marysville, Ohio, USA. Federal Aviation Administration. Qtd by AirNav. 2012年4月5日.
17. ↑  Administration. City of Marysville.
18. ↑  City Administrator. City of Marysville.
19. ↑  City Council. City of Marysville.
20. ↑  City Council Members. City of Marysville.
21. ↑  Committees. City of Marysville.
22. ↑  Marysville Auto Plant. Honda of America Manufacturing.
23. ↑  OSU Partnership. Honda of America Manufacturing.
24. ↑  About Us, History. The Scotts Miracle-Gro Company.
25. ↑  Driving directions to CMH. Yahoo!Map.
26. ↑  About Us. Marysville Exempted Village School District. 2010年5月21日.
27. ↑  Schools. Marysville Exempted Village School District. 2011年8月4日.
28. ↑  Home. St. John's Lutheran School.
29. ↑  Home. Trinity Lutheran School.
30. ↑  “Population of Civil Divisions Less than Counties”. Statistics of the Population of the United States at the Ninth Census.   U.S. Census Bureau (1870年). 2020年5月17日閲覧。
31. ↑  “Population of Civil Divisions Less than Counties”. Statistics of the Population of the United States at the Tenth Census.   U.S. Census Bureau (1880年). 2020年5月17日閲覧。
32. ↑  “Population: Ohio”. 1910 U.S. Census.   U.S. Census Bureau. 2020年5月17日閲覧。
33. ↑  “Population: Ohio”. 1930 US Census.   U.S. Census Bureau. 2020年5月17日閲覧。
34. ↑  “Number of Inhabitants: Ohio”. 18th Census of the United States.   U.S. Census Bureau (1960年). 2020年5月17日閲覧。
35. ↑  “Ohio: Population and Housing Unit Counts”.   U.S. Census Bureau. 2020年5月17日閲覧。